# Zazulin
Zazulin - Зазулин (rus) - és un khútor del krai de Krasnodar, a Rússia. Es troba al vessant septentrional del Caucas occidental, a la vora esquerra del riu Glubokaia. És a 7 km a l'est d'Apxeronsk i a 93 km al sud-est de Krasnodar.
Pertany a la ciutat d'Apxeronsk.